# Essaï Altounian
 (août 2025).
Essaï Altounian (en arménien : Եսայի Ալթունեան), né le 5 novembre 1980, parfois crédité simplement sous le nom d'Essaï, est un artiste franco-arménien.

## Biographie
Essaï Altounian naît à Paris le 5 novembre 1980. Sa famille est d'origine arménienne, ses grands-parents ayant quitté la ville de Kharpet durant le génocide arménien.
Il commence des études de droit à l’université Jean Monnet Paris XI , qu’il interrompt afin de se consacrer pleinement à la musique. Il rejoint alors le groupe français de soul et de R&B Ideal-3. En 1999, il sort son premier single, Pardonne-moi, et fait ses débuts à la télévision dans l’émission Le monde est à vous de Jacques Martin.
À vingt ans, il signe un contrat solo avec le label Mercury Universal, qui publie deux titres : Encore une chance et C’est ainsi. Il collabore avec la chaîne TF1 à partir de 1998 et compose des musiques pour divers programmes et émissions télévisées.
Parallèlement, il compose pour le théâtre, notamment pour le One Man Show d’Anthony Kavanagh, ainsi que pour la pièce Ma femme s’appelle Maurice de Raffy Shart.

### Carrière
Essaï Altounian compose dès l’âge de douze ans. En 1999, il signe un contrat avec Sony France en tant que chanteur principal du groupe Ideal-3. Leur premier single, Pardonne-moi, est diffusé sur plusieurs grandes stations de radio françaises, notamment NRJ et Fun Radio.
À l’âge de 21 ans, il quitte Ideal-3 et entame une carrière solo en signant avec le label Mercury Universal. Il est alors sollicité pour participer à diverses émissions de télévision et commence à écrire et produire pour d'autres artistes.
En 2001, il obtient le rôle du comte Paris dans la comédie musicale Roméo et Juliette de Gérard Presgurvic, dont l’album s’écoule à deux millions d’exemplaires. Peu après, à la demande de Bernadette Chirac, il écrit et produit la chanson Un peu de moi dans le cadre d’une campagne caritative. En 2002, il collabore avec la chanteuse Jenifer Bartoli sur son premier album, Jenifer, et cosigne notamment le titre Que reste-t-il ?
En 2003, il travaille aux côtés de Michel Legrand sur une nouvelle adaptation musicale des Demoiselles de Rochefort, pour laquelle ils produisent ensemble vingt-cinq chansons. En 2006, il assure la direction musicale de plusieurs spectacles de cabaret à Bobino, à Paris.
En 2009, il est nommé directeur musical de l’émission La Bataille des chorales, diffusée sur TF1, puis en 2010 de Le Grand Show des enfants, également sur la même chaîne.
En 2011, il signe un contrat de distribution numérique avec la plateforme Believe et publie le single Sweet Family le 4 novembre de la même année.
En 2014, il signe un partenariat aux États-Unis avec Kerry Gordy (Motown Music). Ensemble, ils produisent le single Family, distribué par le label Kerry Gord Records.
En 2015, à l’occasion du centenaire du génocide arménien, il compose et interprète la chanson Je n’oublie pas – Chem Morana, en hommage aux 1,5 million de victimes.
La même année, il représente l’Arménie au Concours Eurovision de la chanson à Vienne en tant que membre du groupe Genealogy,.
En 2016, il participe en tant que membre du jury à l’émission Destination Eurovision, chargée de sélectionner le représentant arménien au concours.
En 2018, il rejoint le panel international de 50 experts de l’émission américaine The World’s Best (CBS), où il intervient en tant que "music expert", aux côtés de personnalités telles que Drew Barrymore et James Corden.

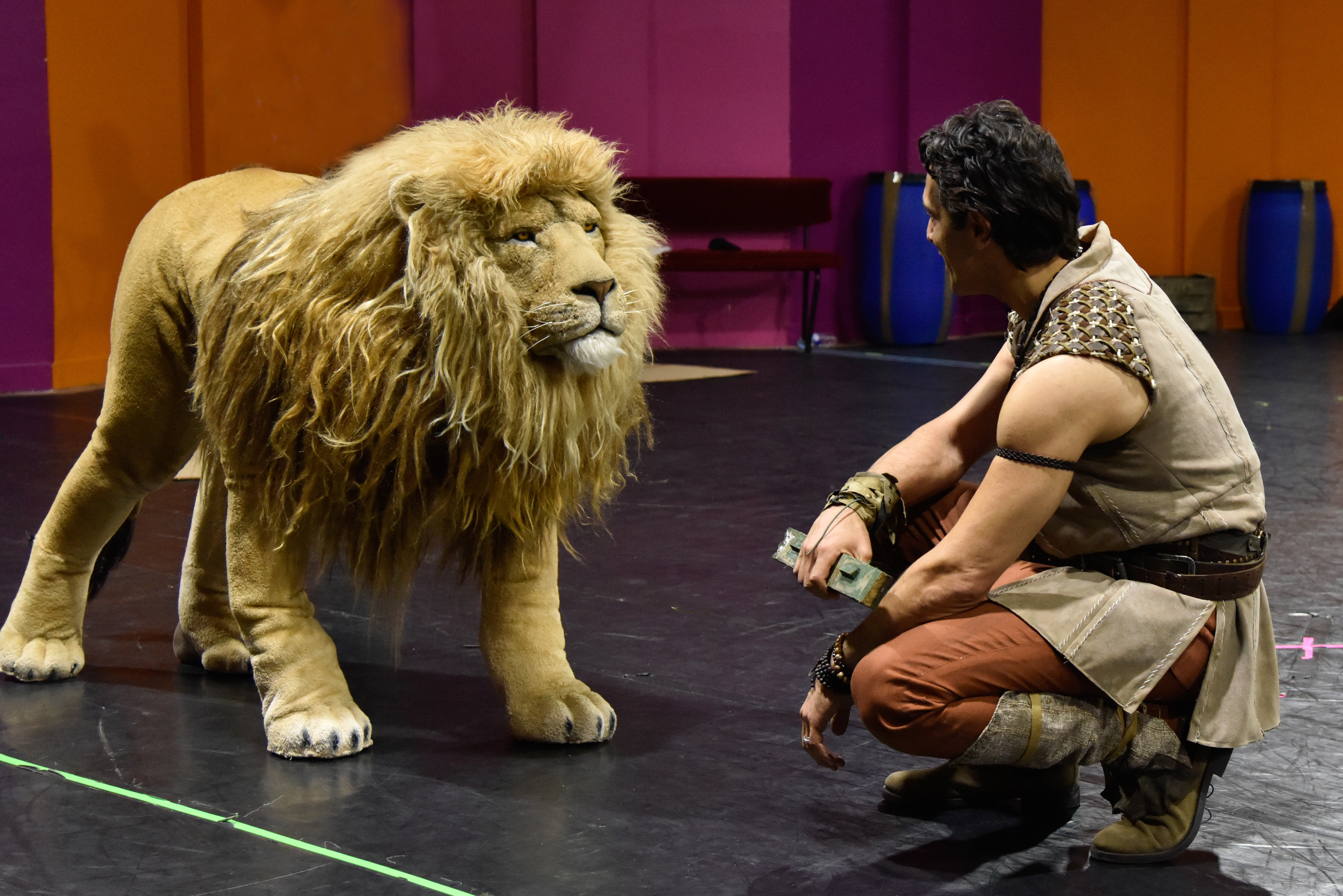

En 2020, Essaï Altounian crée et produit le spectacle musical Noé, la force de vivre, une comédie musicale s’inspirant de manière contemporaine du mythe de l’arche de Noé. La première représentation a lieu à l’hippodrome de ParisLongchamp le 27 novembre 2021, dans le cadre d’une série de spectacles présentés pendant deux mois. Le spectacle est repris en janvier 2023 au Palais des Congrès de Paris,.
En 2023, il annonce la sortie d’un nouvel album prévue pour novembre de la même année. Le premier extrait, intitulé Sans toi, est publié le 27 septembre 2023.
En 2024, Noé, la force de vivre est présenté en tournée en Chine, dans sept villes. Le spectacle est interprété par la troupe complète, marquant la première diffusion internationale de cette production musicale auprès d’un public étranger,.

#### Eurovision
En 2015, Essaï Altounian participe au projet Genealogy, un groupe spécialement formé pour représenter l’Arménie lors du 60e Concours Eurovision de la chanson à Vienne. Ce collectif réunit six artistes arméniens, dont cinq issus de différentes communautés de la diaspora, et une chanteuse résidant en Arménie. Ensemble, ils symbolisent la fleur de myosotis, choisie cette année-là comme motif commémoratif du centenaire du génocide arménien.
La chanson proposée, initialement intitulée Don’t Deny, sort le 12 mars 2015. Perçue comme un hommage aux victimes de 1915, elle suscite des réactions critiques, notamment de la Turquie et de l’Azerbaïdjan, en raison de sa portée symbolique. Pour éviter toute polémique, le titre est modifié et devient Face the Shadow dans sa version officielle pour le concours.
Il est devenu citoyen arménien avec les autres membres étrangers de Genealogy le 28 avril 2015 après avoir reçu des passeports arméniens du président de l'époque, Serge Sarkissian. Le groupe termine à la 16e place du classement général du Concours Eurovision.